# NGC 3863
NGC 3863 é uma galáxia espiral (Sbc) localizada na direcção da constelação de Virgo. Possui uma declinação de +08° 28' 12" e uma ascensão recta de 11 horas, 45 minutos e 05,5 segundos.
A galáxia NGC 3863 foi descoberta em 25 de Março de 1865 por Albert Marth.